# Jean Breton
Pour les articles homonymes, voir Breton (homonymie).
Jean Breton, né le 21 août 1930 à Avignon et mort le 16 septembre 2006 à Paris 15e, est un écrivain, poète, directeur de revue de poésie, journaliste, animateur, critique, éditeur français.

## Biographie

### Carrière
Jean Breton a fondé, et dirigé les revues Les Hommes sans épaules (en 1953), Poésie 1 (en 1967) et la maison d’édition les éditions Saint-Germain-des-Prés (en 1966). Il a été ensuite directeur littéraire du Cherche midi, maison fondée en 1978 par Louis Aldebert, premier gérant et président directeur général après transformation en société anonyme, en 1980. Jean Breton y a lancé la collection « Espaces » qui, consacrée aux anthologies de poésie, a publié en dix ans sous sa direction de 1978 à 1988, 28 titres, regroupant 1.620 poètes.
Avec Robert-J. Vidal, Jean Breton a produit pour la radiodiffusion française, une centaine d’émissions. Tous deux ont été les responsables techniques des disques « Poètes d’aujourd’hui », chez Adès-Seghers, et de la collection « Poésie de demain », soit 40 disques de poésie enregistrés, de 1961 à 1967 : 70 000 exemplaires vendus. Dès 1958, il a collaboré avec Guy Chambelland pour sa revue Le Pont de l'Épée. Il a donné dix anthologies (1960-2000) qui ont rassemblé 1100 poètes différents, et a présenté dans son ouvrage Chroniques sur le vif, 1952-1980, soixante-deux nouveaux poètes.
Il a rédigé les bio-bibliographies du « panorama » en mille pages de Serge Brindeau, La Poésie contemporaine de langue française depuis 1945.
En 1975, Jean Breton a inauguré avec Guy Chambelland les premières Poétiques de la Chartreuse de Villeneuve-les-Avignon, au moment du Festival. Il a lancé le Grand Prix RTL-Poésie 1, et été membre de nombreux jurys (prix Villon, prix de l’Humour noir).
Il a publié dans sa maison d'édition, les Éditions Saint-Germain-des-Prés : Esther Granek, Jean Rousselot, Jean Orizet, Marie Botturi, Adela Popescu, Alain Fletour, Daniele Rosadini, Lucie Albertini, Marie-Christine Brière, Jean Prestat, Claude Millet, Robert Giroux, Paul Mari, Jeanine Moulin, Patrick Baudry, Valerie Rouzeau, Guy Bellay, Renée Brock, Serge Brindeau, Richard Rognet, Ousmane Sow, Michel Deville, Marc Baron, Maria Banus, Philippe Pichon, Marie Gémeaux, etc.

### Réception
Selon Jean Orizet, Jean Breton était l'un des poètes majeurs de sa génération et de la seconde moitié du XXe siècle. Par la publication de Poésie pour vivre, Le manifeste de l'homme ordinaire(1964), coécrit avec Serge Brindeau, il prend ses distances aussi bien du formalisme des années 1970, que des textes militants en réhabilitant le poème comme expression des émotions, expression s'ancrant dans la vie ordinaire de tout un chacun. Il écrit : « Nous n’écrivons pas pour le divertissement des oisifs et des érudits ni pour être jugés à tout prix — compliments hyperboliques ou lèvres pincées — par nos confrères. Nous nous sentons aussi éloignés de la prétention raffinée des mandarins que d’un populisme de pacotille qui ne nous a jamais fascinés... Si je ne trouve pas dans une œuvre quelques pulsations de l’homme ordinaire, elle me paraît sans légitimité » ; « Trop de poètes s’approchent de la poésie avec leur tête. Elle ne se met debout qu’avec tout le manteau du sang ». 
Guy Chambelland affirme : « Ainsi la poésie de Jean Breton exprime-t-elle une morale profonde et généreuse où se manifestent toutes les tendances de l’individu que le culte (est-ce trop fort ?) de la beauté transcende en une floraison… La femme est là, qui propose la première arche du pont (J’ai bâti ma vie sur toutes les étreintes), médieuse du sentiment intense de vivre ».[réf. nécessaire]

## Publications

### Poésie
- T’aimer pour t'aimer, avec une gravure de Pierre-André Benoit, PAB, 1952
- Mission des yeux, HC, 1952
- À même la terre, Les Hommes sans épaules, 1953
- Mis au pas, Pierre Seghers, 1953
- Cinq poèmes, avec quatre illustrations de René Florent, éd. Millas-Martin, 1954
- Le Festin d’argile, Les Cahiers de Rochefort, 1954
- Visage aveugle, Seghers, 1955
- Les Poèmes interdits, Le Pont de l'Épée, 1960
- Chair et soleil, La Table Ronde, 1960, prix Guillaume-Apollinaire 1961
- Dire non, éd. Guy Chambelland, 1964
- L’Été des corps, avec une couverture de Raymond Moretti, Chambelland, 1966
- Porter plainte, avec un collage d’Antonio Guansé, Librairie Saint-Germain-des-Prés, 1971
- La couleur n’aboie qu’au soleil, avec vingt papiers collés d’Antonio Guansé, collection « Le Livre Unique », Librairie Saint-Germain-des-Prés, 1971
- La Fête en cage, avec douze papiers collés d’Antonio Guansé, collection « Le Livre Unique, Librairie Saint-Germain-des-Prés, 1972
- La Beauté pour réponse, avec quatre lithographies couleurs d’Antonio Guansé, Librairie Saint-Germain-des-Prés, 1972
- Fouetté, avec trois lithographies couleurs d’Antonio Guansé, Librairie Saint-Germain-des-Prés, 1972
- Tes genoux crient, avec vingt-huit papiers collés d’Antonio Guansé, collection « Le Livre Unique », Librairie Saint-Germain-des-Prés, 1973
- Je dis toujours adieu et je reste, Éd. Saint-Germain-des-Prés, 1973
- Tomber du sang, dessins de Gilles Durieux, HC, 1973
- Vacarme au secret, avec dix-huit papiers collés d’Alain Breton, Collection « Le Livre Unique », Librairie Saint-Germain-des-Prés, 1974
- Vacarme au secret, précédé de Je dis toujours adieu, et je reste, Éd. Saint-Germain-des-Prés, 1975
- Espaces, avec neuf eaux-fortes de Renée Lubarow, Éd. RLD, 1975
- L’Équilibre en flammes, avec huit gravures de Marc Pessin, Éd. Le Verbe et l’Empreinte, 1977
- L’Équilibre en flammes, Éd. Saint-Germain-des-Prés, 1984
- Chair et soleil, suivi de L’Été des corps, le cherche midi éditeur, 1985
- Double Un, Le Méridien Éditeur, 1989
- Serment-tison, La Bartavelle Éditeur, 1990
- En mon absence, Le Milieu du Jour Éditeur, 1992
- Nue et crue sur parole, Les Dits du Pont, 1995
- Vacarme au secret et autres poèmes, Le Milieu du Jour Éditeur, 1996
- Les Mots. L’Amour, Amis de Hors Jeu Éditions, 1997
- S.O.S. Caresses, Tête-à-Tête, 1998
- Robe-cobra, avec un dessin d’Alain Breton, éd. Librairie-Galerie Racine, 2004

### Prose
- Poésie pour vivre – en collaboration avec Serge Brindeau, La Table Ronde, 1964
- Les Chiennes, Soprodé/La Tête de Feuilles, 1970. Porté à l’écran en 1971 par Michel Lemoine : Les Chiennes, film).
- Chroniques sur le vif - 1952-1980, Éd. Saint-Germain-des-Prés, 1982
- Poésie pour vivre, le manifeste de l’homme ordinaire - en collaboration avec Serge Brindeau, édition revue et augmentée, le Cherche midi éditeur, 1982
- Un bruit de fête, le Cherche midi éditeur, 1990
- Nus jusqu’au cœur, La Bartavelle Éditeur, 1999
- La Mémoire, le sable, Éd. Librairie-Galerie Racine, 2000
- Le péché immortel, le Cherche midi éditeur, 2002
- Entretien avec Christophe Dauphin, livre + CD, éditions du Vertige / éditions Librairie-Galerie Racine, 2011

### Anthologies
- Les Poètes de l’émotion, La Pibole
- Nouvel Éveil poétique - avec Alain Breton, Éditions Scolavox
- Les Poètes de Poésie pour vivre, revue Poésie 1, no 91, 1981
- Le Coffre à poèmes - pour les enfants de 5 à 12 ans, Éditions Saint-Germain-des-Prés, 1984
- Nouvelle Poésie contemporaine, Le cherche midi éditeur, 1985
- La Poésie comique - avec Claude-Michel Cluny et Jean Orizet, Le cherche midi éditeur, 1986
- La Poésie contemporaine de langue française, deux volumes, collection « La Bibliothèque de poésie », Club France Loisirs, 1992
- Les Plus Beaux Mots d’amour, le cherche midi éditeur, 1997
- Les Plus Beaux Poèmes sur l’eau - avec Robert Estrade et Bernard Wallon, Le cherche midi éditeur, 1999
- Les Poètes et la ville – en collaboration avec Philippe Blard et Bernard Wallon, Le cherche midi éditeur, 2000

## Prix
- 1961 : Lauréat du Prix Apollinaire pour Chair et soleil, éd. La Table Ronde[11]

## Pour approfondir

#### Essais sur son œuvre
- Christophe Dauphin, Jean Breton ou la Poésie pour vivre, essai, éd. Librairie-Galerie Racine, 2003
- Christophe Dauphin, Jean Breton, le soleil à hauteur d’homme, Les Hommes sans épaules, décembre 2006.

#### Études sur sa poésie
- Serge Brindeau, La Poésie contemporaine de langue française depuis 1945, Éditions Saint-Germain-des-Prés, 1973
- Pierre Perrin, Jean Breton : de la vie au poème, numéro spécial 11/12 de la revue Possibles (http://longueroye.free.fr/possum.php) (Besançon, décembre 1977), comprenant une étude de Jean Breton : Le métier de poète. Avec trente collaborations : Bosquet, Joubert, Martin, Guillevic, Rode, Rousselot…
- Joseph-Paul Schneider, « Jean Breton ou la part de l’ombre », revue La Sape, no 17-18, 1981.
- Georges Jean, notice dans le Dictionnaire des poètes et de la poésie, coll. Folio Junior, Gallimard, 1983.
- Henry Colombani, « Le style de Jean Breton : substance et langue », Poésie 1, no 128, nov. – décembre 1985
- Jean-Louis Depierris, Jean Breton, thèse de doctorat d’état, soutenue à la Sorbonne en mars 1986, éditée dans Tradition et insoumission dans la poésie française, éditions Presses Universitaires de Nancy, 1992, p. 193-229
- Jean Orizet, « Jean Breton », in Anthologie de la poésie française (Larousse, 1988)
- Robert Sabatier, « Jean Breton », in chapitre « Poésie pour vivre », in La Poésie du XXe siècle, tome III, « Métamorphose et modernité », Albin Michel, 1988.
- Pierre Ceysson, « Serment-tison et Un bruit de fête de Jean Breton », Les Cahiers de Poésie-Rencontres, no 31-32, novembre 1991
- Henri Rode, Jean Breton et le corps absolu, inédit, 1993.
- Christophe Dauphin, « Jean Breton : Vacarme au secret », Rimbaud Revue, no 11-12, 4° tri. 1997.
- Hubert Bouziges, « À propos de Jean Breton », Perpignan, cahiers L’Attitude no 1, décembre 1997.
- Jean-Paul Giraux, Jean Breton ou que devient l’homme ordinaire ? (le Mercredi du poète au « François Coppée, 26 juin 2002). Cette contribution est intégralement reproduite sur le site de la revue Poésie/première[12].

#### Publications universitaires
- Pierre Perrin, Jean Breton, une conquête de la liberté, mémoire de maîtrise de Lettres, sous la direction de Jacques Petit et de Paul Sadrin, Université de Besançon, 1977. Textes paru dans la revue Possibles, spécial Jean Breton, no 11-13, décembre 1977.
- Marc Porcu et Jacques Imbert, Rencontre avec Jean Breton, Maison des Jeunes et de la Culture de Saint-Symphorien d’Ozon (texte-interview publié dans le bulletin Poésie-Rencontres, no 17, 26 février 1982.)